# Mike Schmeitzner
Mike Schmeitzner (* 29. Juli 1968 in Dresden) ist ein deutscher Historiker, der sich vor allem mit Zeitgeschichte befasst.

## Leben
Nach Ablegen des Abiturs 1987 an der EOS „Friedrich Engels“ Dresden-Süd arbeitete Schmeitzner zunächst 1987/88 beim VEB Robotron. Anschließend absolvierte er zwischen 1988 und 1994 ein Studium der Fächer Geschichte, Germanistik und Erziehungswissenschaften an der Pädagogischen Hochschule Dresden und der Technischen Universität Dresden, das er mit dem Ersten Staatsexamen sowie dem akademischen Grad eines Magister Artium abschloss. Von 1994 bis 1997 war Schmeitzner Graduiertenstipendiat der Friedrich-Ebert-Stiftung, seine von Karlheinz Blaschke betreute Promotion über den sächsischen Sozialdemokraten Alfred Fellisch wurde 1999 von der Philosophischen Fakultät der TU Dresden angenommen. Seit 1998 arbeitet er als wissenschaftlicher Mitarbeiter am Hannah-Arendt-Institut für Totalitarismusforschung in Dresden. Daneben ist Schmeitzner seit 2001 mit einem Lehrauftrag am Institut für Geschichte der TU Dresden betraut. Von Oktober 2010 bis September 2011 vertrat er die Professur für Neuere und Zeitgeschichte an der Universität Erfurt. Im Sommersemester 2013 wurde Schmeitzner im Rahmen eines kumulativen Habilitationsverfahrens die Venia Legendi für das Fach Neuere und Neueste Geschichte durch die Philosophische Fakultät der TU Dresden erteilt. Mit Wirkung zum 1. März 2018 wurde er zum außerplanmäßigen Professor am Institut für Geschichte der TU Dresden berufen.
Forschungsschwerpunkte von Schmeitzner sind die Geschichte der Weimarer Republik, des Dritten Reichs, der Sowjetischen Besatzungszone und der frühen DDR sowie historische Parlamentarismus- und Totalitarismusforschung. Er ist unter anderem Mitglied der Historischen Kommission bei der Sächsischen Akademie der Wissenschaften und des Geschichtsforums der SPD und gehört den wissenschaftlichen Beiräten der Stiftung Sächsische Gedenkstätten und der Reichspräsident-Friedrich-Ebert-Gedenkstätte sowie dem Redaktionsbeirat der Zeitschrift Dresdner Hefte an.
Bei der Landtagswahl in Sachsen 1999 kandidierte Schmeitzner erfolglos auf Listenplatz 26 der SPD Sachsen sowie als Direktkandidat im Wahlkreis 48 (Weißeritzkreis), in dem Andrea Hubrig das Mandat erlangte.

## Schriften
Monographien
- mit Michael Rudloff: Geschichte der Sozialdemokratie im Sächsischen Landtag. Darstellung und Dokumentation 1877–1997. SPD-Fraktion im Sächsischen Landtag, Dresden 1997, ISBN 3-00-002084-5.
- mit Michael Richter: „Einer von beiden muß so bald wie möglich entfernt werden“. Der Tod des sächsischen Ministerpräsidenten Rudolf Friedrichs vor dem Hintergrund des Konfliktes mit Innenminister Kurt Fischer 1947. Kiepenheuer, Leipzig 1999, ISBN 3-378-01021-5.
- Alfred Fellisch 1884–1973. Eine politische Biographie (= Geschichte und Politik in Sachsen. Band 12). Böhlau, Köln/Weimar/Wien 2000, ISBN 3-412-13599-2 [Diss. phil., Dresden 1999].
- Schulen der Diktatur. Die Kaderausbildung der KPD/SED in Sachsen 1945–1952 (= Berichte und Studien. Band 33). Hannah-Arendt-Institut für Totalitarismusforschung, Dresden 2001, ISBN 3-931648-36-2 (Digitalisat).
- mit Stefan Donth: Die Partei der Diktaturdurchsetzung. KPD/SED in Sachsen 1945–1952. Böhlau, Köln/Weimar/Wien 2002, ISBN 3-412-07702-X.
- Im Schatten der FDJ. Die „Junge Union“ in Sachsen 1945–1950 (= Berichte und Studien. Band 47). Vandenhoeck & Ruprecht, Göttingen 2004, ISBN 3-89971-201-3.
- Doppelt verfolgt. Das widerständige Leben des Arno Wend. Vorwärts, Berlin 2009, ISBN 3-86602-077-5.
- Der Fall Mutschmann. Sachsens Gauleiter vor Stalins Tribunal. Sax, Beucha/Markkleeberg 2011, ISBN 3-86729-090-3.
- mit Francesca Weil: Sachsen 1933–1945. Der historische Reiseführer. Ch. Links, Berlin 2014, ISBN 3-86153-782-6.
- Richard Löwenthal. Widerständler – Wissenschaftler – Weltbürger (= Jüdische Miniaturen. Band 211). Hentrich & Hentrich, Berlin 2017, ISBN 3-95565-234-3.
- Erwin Hartsch (1890–1948). Lehrer – Abgeordneter – Minister. Eine sächsische Karriere. Sax-Verlag, Markkleeberg 2022, ISBN 978-3-86729-287-0.

Herausgeberschaften
- mit Michael Rudloff: „Solche Schädlinge gibt es auch in Leipzig“. Sozialdemokraten und die SED. Lang, Frankfurt am Main 1997, ISBN 3-631-47385-0.
- mit Andreas Hilger, Ute Schmidt: Diktaturdurchsetzung. Instrumente und Methoden der kommunistischen Machtsicherung in der SBZ/DDR 1945–1955 (= Berichte und Studien. Band 35). Hannah-Arendt-Institut für Totalitarismusforschung, Dresden 2001, ISBN 3-931648-38-9 (Digitalisat).
- mit Andreas Hilger, Ute Schmidt: Sowjetische Militärtribunale. Band 2: Die Verurteilung deutscher Zivilisten 1945–1955 (= Schriften des HAIT. Band 17/2). Böhlau, Köln/Weimar/Wien 2003, ISBN 3-412-06801-2.
- mit Rainer Behring: Diktaturdurchsetzung in Sachsen. Studien zur Genese der kommunistischen Herrschaft 1945–1952 (= Schriften des HAIT. Band 22). Böhlau, Köln/Weimar/Wien 2003, ISBN 3-412-14802-4.
- mit Andreas Hilger, Clemens Vollnhals: Sowjetisierung oder Neutralität? Optionen sowjetischer Besatzungspolitik in Deutschland und Österreich 1945–1955 (= Schriften des HAIT. Band 32). Vandenhoeck & Ruprecht, Göttingen 2006, ISBN 3-525-36906-9.
- mit Andreas Wagner: Von Macht und Ohnmacht. Sächsische Ministerpräsidenten im Zeitalter der Extreme 1912–1952. Sax, Beucha 2006, ISBN 3-934544-75-4.
- mit Heinrich Wiedemann: Mut zur Freiheit. Ein Leben voller Projekte. Festschrift zum 80. Geburtstag von Wolfgang Marcus. Lit, Berlin/Münster 2007, ISBN 3-8258-0797-5.
- Totalitarismuskritik von links. Deutsche Diskurse im 20. Jahrhundert (= Schriften des HAIT. Band 34). Vandenhoeck & Ruprecht, Göttingen 2007, ISBN 3-525-36910-7.
- mit Michael Richter, Thomas Schaarschmidt: Länder, Gaue und Bezirke. Mitteldeutschland im 20. Jahrhundert. MDV, Halle (Saale) 2007, ISBN 3-89812-530-0.
- mit Katarzyna Stoklosa: Partner oder Kontrahenten? Deutsch-Polnische Nachbarschaft im Jahrhundert der Diktaturen (= Mittel- und Ostmitteleuropastudien. Band 8) Lit, Berlin/Münster 2008, ISBN 3-8258-1254-5.
- mit Christine Pieper, Gerhard Naser: Braune Karrieren. Dresdner Täter und Akteure im Nationalsozialismus. Sandstein, Dresden 2012, ISBN 3-942422-85-9.
- mit Andreas Weigelt, Klaus-Dieter Müller, Thomas Schaarschmidt: Todesurteile sowjetischer Militärtribunale gegen Deutsche (1944–1947). Eine historisch-biographische Studie (= Schriften des HAIT. Band 56). Vandenhoeck & Ruprecht, Göttingen 2015, ISBN 3-525-36968-9.
- mit Andreas Kötzing, Francesca Weil, Jan Erik Schulte: Vergleich als Herausforderung. Festschrift zum 65. Geburtstag von Günther Heydemann (= Schriften des HAIT. Band 57). Vandenhoeck & Ruprecht, Göttingen 2015, ISBN 3-525-36969-7.
- mit Clemens Vollnhals, Francesca Weil: Von Stalingrad zur SBZ. Sachsen 1943 bis 1949 (= Schriften des HAIT. Band 60). Vandenhoeck & Ruprecht, Göttingen 2015, ISBN 3-525-36972-7.
- mit Bert Pampel: Konzentrationslager Sachsenburg (1933–1937) (= Schriftenreihe der Stiftung Sächsische Gedenkstätten. Band 16). Sandstein, Dresden 2018, ISBN 978-3-95498-382-7.
- mit Konstantin Hermann, Swen Steinberg: Der gespaltene Freistaat. Neue Perspektiven auf die sächsische Geschichte 1918 bis 1933. Leipziger Universitätsverlag, Leipzig 2019, ISBN 978-3-96023-255-1 (Sonderausgabe der Sächsischen Landeszentrale für politische Bildung, Dresden 2019).
- mit Gerhard Lindemann: … da schlagen wir zu. Politische Gewalt in Sachsen 1930–1935 (= Berichte und Studien. Band 78). V & R unipress, Göttingen 2020, ISBN 978-3-8471-0934-1.
- Die Diktatur des Proletariats. Begriff – Staat – Revision, Nomos, Baden-Baden 2022, ISBN 978-3-8487-8147-8.

Editionen
- mit Norbert Haase: Peter Blachstein: „In uns weht die Fahne der Freiheit“. Zeugnisse zum frühen Konzentrationslager Burg Hohnstein (= Lebenszeugnisse – Leidensweg. Band 18). Stiftung Sächsische Gedenkstätten, Dresden 2005, ISBN 3-934382-16-9.
- mit Klaus-Dieter Müller, Joachim Scherrieble: Der 17. Juni 1953 im Spiegel sowjetischer Geheimdienstdokumente. 33 geheime MWD-Berichte über das Geschehen in der DDR (= Zeitfenster. Band 4). Leipziger Universitätsverlag, Leipzig 2008, ISBN 3-86583-272-5.
- Richard Löwenthal: Faschismus – Bolschewismus – Totalitarismus. Schriften zur modernen Weltanschauungsdiktatur (= Wege der Totalitarismusforschung des HAIT. Band 1). Vandenhoeck & Ruprecht, Göttingen 2009, ISBN 3-525-32600-9.